# جام ملت‌های زنان اقیانوسیه
جام ملت‌های زنان اقیانوسیه (پیشتر با نام جام قهرمانان اقیانوسیه شناخته می‌شد) یکی از رقابتهای فوتبال زنان کنفدراسیون فوتبال اقیانوسیه است که از سال ۱۹۸۳ تا ۱۹۸۹ با فاصله زمانی سه سال برگزار می‌شد. در حال حاضر این مسابقات با فواصل نامنظم برگزار می‌شود. از یازده دور برگزار شده این تورنومنت تیم ملی فوتبال زنان نیوزیلند شش بار موفق به کسب عنوان قهرمانی شده‌است. از سال ۱۹۹۱ نتایج مسابقات برای صعود به جام جهانی فوتبال زنان استفاده می‌شود. در سال ۲۰۰۷ برای دومین بار این مسابقات در پاپوآ گینه نو برگزار شد. استرالیا با پیوستن به کنفدراسیون فوتبال آسیا در ۱ ژانویهٔ ۲۰۰۶ دیگر در این مسابقات شرکت نمی‌کند.